# Вулич, Зоран
Зо́ран Ву́лич (хорв. Zoran Vulić; 6 октября 1961, Сплит, Хорватия, Югославия) — югославский и хорватский футболист, хорватский футбольный тренер.

## Карьера

### Клубная
В 1979—1988 годах играл за «Хайдук» из Сплита, в 1988—1991 годах — за испанскую «Мальорку», в 1991—1993 годах — за французский «Нант». Завершил карьеру игрока в «Хайдуке».

### В сборной
За сборную Югославии сыграл 25 игр, забил гол, за сборную Хорватии — 3 матча.

### Тренерская
Тренировал с перерывами в 1998—2007 годах «Хайдук». Под его руководством команда неоднократно выигрывала чемпионат Хорватии. В 2006 году оставил этот пост главного тренера, так как команде удалось завоевать лишь серебряные медали.
19 декабря 2007 года подписал контракт с владивостокским клубом «Луч-Энергия». Помогал ему соотечественник Младен Пралия. 10 октября 2008 года ушёл с третьего раза в отставку с поста главного тренера «тигров» за поражение от «Зенита» (1:8), несмотря на доверие руководства клуба. Позже заявил, что ему было очень тяжело из-за постоянных перелетов.
С 2009 по 2014 год тренировал хорватские клубы «Риека», «Истра 1961», «Сплит» и юношескую команду Хорватии.
В октябре 2015 года возглавил молдавский клуб «Шериф», который сразу привёл к чемпионству. Но в июне 2016 года покинул пост главного тренера тираспольской команды.
В декабре 2016 года подписал контракт с казахстанским клубом «Атырау».

## Достижения
Как игрока
- Обладатель Кубка Югославии (2): 1983/84, 1986/87
- Чемпион Хорватии (2): 1993/94, 1994/95
- Обладатель Кубка Хорватии: 1994/95

Как тренера
- Чемпион Молдавии (1): 2015/16

## Личная жизнь
Женат, двое детей.